# Liste der Nummer-eins-Hits in Deutschland (1973)
Diese Liste enthält alle Nummer-eins-Hits in Deutschland im Jahr 1973. Es gab in diesem Jahr elf Nummer-eins-Singles und zehn Nummer-eins-Alben.
| Singles | Alben |
| --- | --- |
| - Wums Gesang: Ich wünsch’ mir ’ne kleine Miezekatze - 9 Wochen (25. Dezember 1972 – 25. Februar 1973) - The Sweet: Block Buster! - 3 Wochen (26. Februar – 18. März, insgesamt 4 Wochen) - The Les Humphries Singers: Mama Loo - 2 Wochen (19. März – 1. April, insgesamt 3 Wochen) - The Sweet: Block Buster! - 1 Woche (2. April – 8. April, insgesamt 4 Wochen) - The Les Humphries Singers: Mama Loo - 1 Woche (9. April – 15. April, insgesamt 3 Wochen) - Bernd Clüver: Der Junge mit der Mundharmonika - 4 Wochen (16. April – 13. Mai) - Gilbert O’Sullivan: Get Down - 10 Wochen (14. Mai – 22. Juli) - The Sweet: Hell Raiser - 2 Wochen (23. Juli – 5. August) - Demis Roussos: Goodbye, My Love, Goodbye - 1 Woche (6. August – 12. August) - Suzi Quatro: Can the Can - 8 Wochen (13. August – 7. Oktober) - Bernd Clüver: Der kleine Prinz (Ein Engel, der Sehnsucht heißt) - 2 Wochen (8. Oktober – 21. Oktober, insgesamt 4 Wochen) - The Sweet: The Ballroom Blitz - 1 Woche (22. Oktober – 28. Oktober) - Bernd Clüver: Der kleine Prinz (Ein Engel, der Sehnsucht heißt) - 1 Woche (29. Oktober – 4. November, insgesamt 4 Wochen) - Lobo: I’d Love You to Want Me - 1 Woche (5. November – 11. November, insgesamt 13 Wochen; → 1974) - Bernd Clüver: Der kleine Prinz (Ein Engel, der Sehnsucht heißt) - 1 Woche (12. November – 18. November, insgesamt 4 Wochen) - Lobo: I’d Love You to Want Me - 7 Wochen (19. November 1973 – 6. Januar 1974, insgesamt 13 Wochen) | - Kurt Edelhagen – Olympia Parade - 2 Monate (15. November 1972 – 14. Januar 1973) - Reinhard Mey – Mein achtel Lorbeerblatt - 1 Monat (15. Januar – 14. Februar, insgesamt 8 Wochen; → 1972) - James Last – Non Stop Dancing 73 - 1 Monat (15. Februar – 14. März) - Deep Purple – Made in Japan - 1 Monat (15. März – 14. April) - James Last – Sing mit - 2 Monate (15. April – 14. Juni) - The Les Humphries Singers – Mama Loo - 1 Monat (15. Juni – 14. Juli) - James Last – Non Stop Dancing 73/2 - 2 Monate (15. Juli – 14. September) - Otto – Otto 1 - 1 Monat (15. September – 14. Oktober) - Verschiedene Interpreten – Stars und Hits für das Rote Kreuz 73/74 - 2 Monate (15. Oktober – 14. Dezember) - Demis Roussos – Forever and Ever - 1 Monat (15. Dezember 1973 – 14. Januar 1974) |